# St. Louis Eagles
A St. Louis Eagles a Missouri állambeli St. Louis város első National Hockey League-ben játszó professzionális jégkorong csapata volt. Az 1933–1934-es NHL-szezon után a pénzügyi nehézségek miatt az eredeti Ottawa Senators St. Louisba költözött, majd mindössze egy szezon után csődbe ment és megszűnt.

## Tabella
| Kanadai-divízió     | MSz | Gy | V  | D | P  | SzG | KG  |
| ------------------- | --- | -- | -- | - | -- | --- | --- |
| Toronto Maple Leafs | 48  | 30 | 14 | 4 | 64 | 157 | 111 |
| Montreal Maroons    | 48  | 24 | 19 | 5 | 53 | 123 | 92  |
| Montréal Canadiens  | 48  | 19 | 23 | 6 | 44 | 110 | 145 |
| New York Americans  | 48  | 12 | 27 | 9 | 33 | 100 | 142 |
| St. Louis Eagles    | 48  | 11 | 31 | 6 | 28 | 86  | 144 |

A vastagon szedett csapatok jutottak be a rájátszásba.

## Játékosok
A St. Louis Eagles játékosainak listája

## Csapatkapitányok
- Syd Howe, 1934–35